# دانشگاه دولتی نیژین گوگول
دانشگاه دولتی نیژین گوگول (به لاتین: Nizhyn Gogol State University) یک دانشگاه در اوکراین است که در نیژین واقع شده‌است.